# Tinacrucis
Tinacrucis es un género de polillas de la subfamilia Tortricinae, familia Tortricidae.
Se caracterizan por marcado dimorfismo sexual.
Se encuentran en América Central y México, con una especie (Tinacrucis noroesta) que llega hasta las montañas del sur de Arizona.

## Especies
- Tinacrucis apertana (Walsingham, 1914)
- Tinacrucis aquila (Busck, 1914)
- Tinacrucis atopa Razowski & Wojtusiak, 2008
- Tinacrucis noroesta Powell, 2009
- Tinacrucis patulana (Walker, 1863)
- Tinacrucis sebasta (Walsingham, 1914)